# Ptilopachus
Ptilopachus és un gènere d'ocells de l'ordre dels gal·liformes (Galliformes). Habitants del continent africà, tradicionalment s'ha situat a la família dels fasiànids, per raons de biogeografia, però arran els estudis de Crowe et al. (2006) s'ha comprovat una major relació filogenètica amb els odontofòrids (Odontophoridae) d'Amèrica, esdevenint l'únic gènere no americà d'aquesta família.

## Llistat d'espècies
Segons la classificació del Congrés Ornitològic Internacional (versió 2.4, 2010), aquest gènere conté dues espècies:
- Perdiu de Nahan (Ptilopachus nahani).
- Perdiu del Sahel (Ptilopachus petrosus).

L'espècie nahani és inclosa per Clements 6a edició (2009) al gènere Francolinus, dins la família dels fasiànids (Phasinidae).